# Hryhorij Petryšyn
Hryhorij Petryšyn, cyrilicí Григорій Петришин, též Hryn Petryšyn, cyrilicí Гринь Петришин, byl rakouský politik rusínské (ukrajinské) národnosti z Haliče, během revolučního roku 1848 poslanec Říšského sněmu.

## Biografie
Roku 1849 se uvádí jako Hier. Petryszin, hospodář v obci Chryplyn (Chřyplin).
Během revolučního roku 1848 se zapojil do veřejného dění. Ve volbách roku 1848 byl zvolen i na ústavodárný Říšský sněm. Zastupoval volební obvod Tysmenycja. Tehdy se uváděl coby hospodář. Náležel ke sněmovní pravici. Patřil mezi ukrajinské poslance.